# Gökçekaş, Suşehri
Gökçekaş là một xã thuộc huyện Suşehri, tỉnh Sivas, Thổ Nhĩ Kỳ. Dân số thời điểm năm 2011 là 288 người.